# Final del Torneo Clausura 2012 (Chile)
La final del Torneo Clausura 2012 de la Primera División de Chile fue una serie de partidos de fútbol, de ida y vuelta, que se disputaron los días 5 y 9 de diciembre y que definió al segundo campeón del año del fútbol en Chile. La disputaron los ganadores de las semifinales del torneo: Huachipato y Unión Española y cuya localía en el primer partido se definió de acuerdo a lo preceptuado en el art. 94 de las bases del campeonato.
El ganador del torneo fue Huachipato, que se consagró campeón al ganar 3-2 mediante lanzamientos penales, después de haber empatado 4-4 en el marcador global y obtuvo el segundo título nacional en su historia futbolística después de 38 años. Además, clasificó a la Copa Libertadores 2013 como Chile 2.

## Antecedentes
Desde que se instauró el sistema de campeonatos cortos con play offs en 2002, Huachipato jugó su primera final, sin embargo en cuatro ocasiones estuvo a punto de llegar a esta instancia (Apertura 2003, Apertura 2004, Apertura 2005 y Apertura 2006). En tanto, Unión Española jugó su cuarta final, y de las tres anteriores, en una fue campeón (Apertura 2005). Ambos elencos se enfrentaron por primera vez en una final bajo el formato de campeonato antes mencionado.
Como dato anecdótico, la última vez que la final de revancha se jugó fuera de Santiago ocurrió en el Torneo Apertura 2008 y se disputó en el Estadio Sausalito de Viña del Mar. Además, se terminó con la hegemonía de entrenadores extranjeros (en su gran mayoría argentinos) campeones durante 6 años; esto porque los técnicos de los equipos finalistas son chilenos, y desde el Torneo Clausura 2005 que no erá campeón un entrenador nacional.

## Sedes
| Santiago                       | Talcahuano                     |
| ------------------------------ | ------------------------------ |
| Estadio Santa Laura            | Estadio CAP                    |
| Capacidad: 19 887 espectadores | Capacidad: 10 032 espectadores |
|                                |                                |

## Llave
|                      | vs.                      |
| Huachipato 4 (3) 1 3 | Unión Española 4 (2) 3 1 |

## Camino a la Final

### Huachipato
| Huachipato avanzó a play offs, sexto en la fase regular con 25 puntos. |                  |                                                          |            |       |            |
| 20 de noviembre                                                        | Cuartos de final | Estadio CAP, Talcahuano                                  | Huachipato | 1 - 1 | Palestino  |
| 24 de noviembre                                                        | Cuartos de final | Estadio Municipal de La Cisterna, Santiago (La Cisterna) | Palestino  | 1 - 2 | Huachipato |
| Huachipato avanzó a semifinales con un global de 3-2.                  |                  |                                                          |            |       |            |
| 29 de noviembre                                                        | Semifinal        | Estadio CAP, Talcahuano                                  | Huachipato | 1 - 0 | Rangers    |
| 2 de diciembre                                                         | Semifinal        | Estadio Bicentenario Fiscal de Talca                     | Rangers    | 1 - 1 | Huachipato |
| Huachipato avanzó a la final con un global de 2-1.                     |                  |                                                          |            |       |            |

### Unión Española
| Unión Española avanzó a play offs, séptimo en la fase regular con 24 puntos. |                  |                                                               |                      |       |                      |
| 21 de noviembre                                                              | Cuartos de final | Estadio Santa Laura-Universidad SEK, Santiago (Independencia) | Unión Española       | 0 - 0 | Universidad de Chile |
| 25 de noviembre                                                              | Cuartos de final | Estadio Nacional Julio Martínez Prádanos, Santiago (Ñuñoa)    | Universidad de Chile | 1 - 4 | Unión Española       |
| Unión Española avanzó a semifinales con un global de 4-1.                    |                  |                                                               |                      |       |                      |
| 28 de noviembre                                                              | Semifinal        | Estadio Santa Laura-Universidad SEK, Santiago (Independencia) | Unión Española       | 3 - 1 | Colo-Colo            |
| 2 de diciembre                                                               | Semifinal        | Estadio Monumental                                            | Colo-Colo            | 0 - 2 | Unión Española       |
| Unión Española avanzó a la final con un global de 5-1.                       |                  |                                                               |                      |       |                      |

## Partido de ida
| 1          | POR        | Eduardo Lobos        |     |
| 18         | DEF        | Dagoberto Currimilla |     |
| 17         | DEF        | Jorge Ampuero        |     |
| 32         | DEF        | Matias Navarrete     |     |
| 16         | DEF        | Nicolás Berardo      |     |
| 4          | MED        | Gonzalo Villagra     | 35' |
| 5          | MED        | Diego Scotti         |     |
| 29         | MED        | Mauro Díaz           |     |
| 11         | DEL        | Emilio Hernández     | 71' |
| 10         | DEL        | Emiliano Vecchio     |     |
| 23         | DEL        | Sebastián Jaime      | 88' |
| Entrenador | Entrenador | José Luis Sierra     |     |

| 12         | POR        | Nery Veloso       |     |
| 22         | DEF        | José Contreras    |     |
| 5          | DEF        | Omar Merlo        |     |
| 3          | DEF        | Claudio Muñoz     |     |
| 15         | DEF        | Nicolás Crovetto  | 63' |
| 4          | MED        | Nicolás Núñez     | 83' |
| 16         | MED        | Gabriel Sandoval  | 63' |
| 21         | MED        | Lorenzo Reyes     |     |
| 7          | MED        | César Cortés      |     |
| 10         | DEL        | Manuel Villalobos |     |
| 17         | DEL        | Braian Rodríguez  |     |
| Entrenador | Entrenador | Jorge Pellicer    |     |

| 14 | DEL | Patricio Rubio  | 35' |
| 2  | MED | Braulio Leal    | 71' |
| 13 | MED | Gonzalo Barriga | 88' |

| 24 | DEF | Miguel Aceval   | 63' |
| 9  | MED | Daniel González | 63' |
| 6  | DEF | Mauricio Yedro  | 83' |

| Anotado | 49' | Omar Merlo      |
| Anotado | 60' | Sebastián Jaime |
| Anotado | 79' | Sebastián Jaime |

| Anotado | 9' | Nicolás Núñez |

| Amonestado | 69' | Sebastián Jaime  |
| Amonestado | 71' | Emilio Hernandez |

| Amonestado | 81' | José Contreras |

| Árbitro             | Julio Bascuñán      |
| Árbitros asistentes | Sergio Román        |
| Árbitros asistentes | Christian Schiemann |
| Cuarto árbitro      | Cristián Basso      |

| 1          | POR        | Eduardo Lobos        |     |
| 18         | DEF        | Dagoberto Currimilla |     |
| 17         | DEF        | Jorge Ampuero        |     |
| 32         | DEF        | Matias Navarrete     |     |
| 16         | DEF        | Nicolás Berardo      |     |
| 4          | MED        | Gonzalo Villagra     | 35' |
| 5          | MED        | Diego Scotti         |     |
| 29         | MED        | Mauro Díaz           |     |
| 11         | DEL        | Emilio Hernández     | 71' |
| 10         | DEL        | Emiliano Vecchio     |     |
| 23         | DEL        | Sebastián Jaime      | 88' |
| Entrenador | Entrenador | José Luis Sierra     |     |

| 12         | POR        | Nery Veloso       |     |
| 22         | DEF        | José Contreras    |     |
| 5          | DEF        | Omar Merlo        |     |
| 3          | DEF        | Claudio Muñoz     |     |
| 15         | DEF        | Nicolás Crovetto  | 63' |
| 4          | MED        | Nicolás Núñez     | 83' |
| 16         | MED        | Gabriel Sandoval  | 63' |
| 21         | MED        | Lorenzo Reyes     |     |
| 7          | MED        | César Cortés      |     |
| 10         | DEL        | Manuel Villalobos |     |
| 17         | DEL        | Braian Rodríguez  |     |
| Entrenador | Entrenador | Jorge Pellicer    |     |

| 14 | DEL | Patricio Rubio  | 35' |
| 2  | MED | Braulio Leal    | 71' |
| 13 | MED | Gonzalo Barriga | 88' |

| 24 | DEF | Miguel Aceval   | 63' |
| 9  | MED | Daniel González | 63' |
| 6  | DEF | Mauricio Yedro  | 83' |

| Anotado | 49' | Omar Merlo      |
| Anotado | 60' | Sebastián Jaime |
| Anotado | 79' | Sebastián Jaime |

| Anotado | 9' | Nicolás Núñez |

| Amonestado | 69' | Sebastián Jaime  |
| Amonestado | 71' | Emilio Hernandez |

| Amonestado | 81' | José Contreras |

| Árbitro             | Julio Bascuñán      |
| Árbitros asistentes | Sergio Román        |
| Árbitros asistentes | Christian Schiemann |
| Cuarto árbitro      | Cristián Basso      |

## Partido de vuelta
| 12         | POR        | Nery Veloso       |     |
| 22         | DEF        | José Contreras    | 75' |
| 3          | DEF        | Claudio Muñoz     |     |
| 5          | DEF        | Omar Merlo        |     |
| 15         | DEF        | Nicolás Crovetto  | 57' |
| 4          | MED        | Nicolás Núñez     | 46' |
| 21         | MED        | Lorenzo Reyes     |     |
| 7          | MED        | César Cortés      |     |
| 9          | MED        | Daniel González   |     |
| 10         | DEL        | Manuel Villalobos |     |
| 17         | DEL        | Braian Rodríguez  |     |
| Entrenador | Entrenador | Jorge Pellicer    |     |

| 1          | POR        | Eduardo Lobos        |     |
| 18         | DEF        | Dagoberto Currimilla |     |
| 17         | DEF        | Jorge Ampuero        |     |
| 19         | DEF        | Rafael Olarra        |     |
| 16         | DEF        | Nicolás Berardo      |     |
| 2          | MED        | Braulio Leal         |     |
| 5          | MED        | Diego Scotti         |     |
| 29         | MED        | Mauro Díaz           |     |
| 11         | DEL        | Emilio Hernandez     | 68' |
| 10         | DEL        | Emiliano Vecchio     |     |
| 23         | DEL        | Sebastián Jaime      |     |
| Entrenador | Entrenador | José Luis Sierra     |     |

| 16 | MED | Gabriel Sandoval     | 46' |
| 24 | DEF | Miguel Aceval        | 57' |
| 27 | DEF | Juan Carlos Espinoza | 75' |

| 14 | DEL | Patricio Rubio | 68' |

| Anotado | 37' | Daniel González   |
| Anotado | 43' | Daniel González   |
| Anotado | 88' | Manuel Villalobos |

| Anotado | 28' | Dagoberto Currimilla |

|                   |                | 0:1 | Anotado        | Emiliano Vecchio |
| Braian Rodríguez  | Anotado        | 1:1 |                |                  |
|                   |                | 1:1 | Fallo de penal | Sebastián Jaime  |
| Manuel Villalobos | Fallo de penal | 1:1 |                |                  |
|                   |                | 1:2 | Anotado        | Patricio Rubio   |
| Daniel González   | Fallo de penal | 1:2 |                |                  |
|                   |                | 1:2 | Fallo de penal | Mauro Díaz       |
| César Cortés      | Anotado        | 2:2 |                |                  |
|                   |                | 2:2 | Fallo de penal | Eduardo Lobos    |
| Miguel Aceval     | Fallo de penal | 2:2 |                |                  |
|                   |                | 2:2 | Fallo de penal | Braulio Leal     |
| Omar Merlo        | Anotado        | 3:2 |                |                  |

| Amonestado | 44' | Manuel Villalobos |
| Amonestado | 58' | Daniel González   |

| Amonestado | 34' | Dagoberto Currimilla |
| Amonestado | 38' | Sebastián Jaime      |

| Árbitro             | Claudio Puga    |
| Árbitros asistentes | Juan Maturana   |
| Árbitros asistentes | Rafael González |
| Cuarto árbitro      | Eduardo Gamboa  |

| 12         | POR        | Nery Veloso       |     |
| 22         | DEF        | José Contreras    | 75' |
| 3          | DEF        | Claudio Muñoz     |     |
| 5          | DEF        | Omar Merlo        |     |
| 15         | DEF        | Nicolás Crovetto  | 57' |
| 4          | MED        | Nicolás Núñez     | 46' |
| 21         | MED        | Lorenzo Reyes     |     |
| 7          | MED        | César Cortés      |     |
| 9          | MED        | Daniel González   |     |
| 10         | DEL        | Manuel Villalobos |     |
| 17         | DEL        | Braian Rodríguez  |     |
| Entrenador | Entrenador | Jorge Pellicer    |     |

| 1          | POR        | Eduardo Lobos        |     |
| 18         | DEF        | Dagoberto Currimilla |     |
| 17         | DEF        | Jorge Ampuero        |     |
| 19         | DEF        | Rafael Olarra        |     |
| 16         | DEF        | Nicolás Berardo      |     |
| 2          | MED        | Braulio Leal         |     |
| 5          | MED        | Diego Scotti         |     |
| 29         | MED        | Mauro Díaz           |     |
| 11         | DEL        | Emilio Hernandez     | 68' |
| 10         | DEL        | Emiliano Vecchio     |     |
| 23         | DEL        | Sebastián Jaime      |     |
| Entrenador | Entrenador | José Luis Sierra     |     |

| 16 | MED | Gabriel Sandoval     | 46' |
| 24 | DEF | Miguel Aceval        | 57' |
| 27 | DEF | Juan Carlos Espinoza | 75' |

| 14 | DEL | Patricio Rubio | 68' |

| Anotado | 37' | Daniel González   |
| Anotado | 43' | Daniel González   |
| Anotado | 88' | Manuel Villalobos |

| Anotado | 28' | Dagoberto Currimilla |

|                   |                | 0:1 | Anotado        | Emiliano Vecchio |
| Braian Rodríguez  | Anotado        | 1:1 |                |                  |
|                   |                | 1:1 | Fallo de penal | Sebastián Jaime  |
| Manuel Villalobos | Fallo de penal | 1:1 |                |                  |
|                   |                | 1:2 | Anotado        | Patricio Rubio   |
| Daniel González   | Fallo de penal | 1:2 |                |                  |
|                   |                | 1:2 | Fallo de penal | Mauro Díaz       |
| César Cortés      | Anotado        | 2:2 |                |                  |
|                   |                | 2:2 | Fallo de penal | Eduardo Lobos    |
| Miguel Aceval     | Fallo de penal | 2:2 |                |                  |
|                   |                | 2:2 | Fallo de penal | Braulio Leal     |
| Omar Merlo        | Anotado        | 3:2 |                |                  |

| Amonestado | 44' | Manuel Villalobos |
| Amonestado | 58' | Daniel González   |

| Amonestado | 34' | Dagoberto Currimilla |
| Amonestado | 38' | Sebastián Jaime      |

| Árbitro             | Claudio Puga    |
| Árbitros asistentes | Juan Maturana   |
| Árbitros asistentes | Rafael González |
| Cuarto árbitro      | Eduardo Gamboa  |

## Campeón
| Chile                |
| Huachipato 2º título |

| Predecesor: Apertura 2012 | Final de la Primera División de Chile Torneo Clausura 2012 | Sucesor: - |